# Борислав Девић
Борислав Девић (Горње Биљане, 9. јануар 1963 — Сиднеј, 8. јануар 2023) био је српски атлетичар и маратонац. Представљао је СР Југославију на Летњим олимпијским играма 1996. године. Понекад се међу његовим резултатима појављује име "Борисав".

## Каријера
Девић је рођен у Горњим Биљанама, малом селу у Равним Котарима. Одрастао је у Книнској Крајини, и прва дисциплина на којој се такмичио је трка на 1.500 метара. Са својих 19 година 10. октобра 1983. године учествовао је на трци од 1500 метара у Задру истрчавши време од 3:41.6. Девић је учествовао и на маратону на Летњим Олимпијским Играма 1996. године, завршивши трку са временом од 2:21.22, на 49. месту од 111 такмичара који су трку завршили.
Након НАТО бомбардовања Југославије, Девић се преселио у Аустралију.